# 200 metros bruços
200 metros bruços ou 200 metros peito é a modalidade olímpica de resistência do estilo bruços/peito. Prova de fundo, considerada bastante cansativa.

## Recordes mundiais masculinos

### Piscina longa (50 m)
| TEMPO   | NADADOR            | DATA                    |
| ------- | ------------------ | ----------------------- |
| 3:09.2  | Frederick Holman   | 18 de julho de 1908     |
| 3:08.3  | Robert Andersson   | 18 de abril de 1909     |
| 3:00.8  | Félicien Courbet   | 2 de outubro de 1910    |
| 2:56.6  | Percy Courtman     | 28 de julho de 1914     |
| 2:54.4  | Erich Rademacher   | 12 de novembro de 1922  |
| 2:52.6  | Bob Skelton        | 21 de março de 1924     |
| 2:50.4  | Erich Rademacher   | 7 de abril de 1924      |
| 2:48.0  | Erich Rademacher   | 11 de março de 1927     |
| 2:45.0  | Yoshiyuki Tsuruta  | 27 de julho de 1929     |
| 2:44.6  | Lionel Spence      | 2 de abril de 1931      |
| 2:44.0  | Lionel Spence      | 1 de abril de 1932      |
| 2:42.6  | Jacques Cartonnet  | 8 de fevereiro de 1933  |
| 2:42.4  | Erwin Sietas       | 16 de março de 1935     |
| 2:39.6  | Jacques Cartonnet  | 4 de maio de 1935       |
| 2:37.2  | Jack Kasley        | 28 de março de 1936     |
| 2:36.8  | Alfred Nakache     | 6 de julho de 1941      |
| 2:35.6  | Joseph Verdeur     | 5 de abril de 1946      |
| 2:35.0  | Joseph Verdeur     | 15 de fevereiro de 1947 |
| 2:32.0  | Joseph Verdeur     | 14 de fevereiro de 1948 |
| 2:30.5  | Joseph Verdeur     | 2 de abril de 1948      |
| 2:30.0  | Joseph Verdeur     | 28 de junho de 1948     |
| 2:28.3  | Joseph Verdeur     | 31 de março de 1950     |
| 2:27.3  | Herbert Klein      | 9 de junho de 1951      |
| 2:37.4  | Knud Gleie         | 14 de março de 1952     |
| 2:36.6  | Masaru Furukawa    | 10 de abril de 1954     |
| 2:35.4  | Masaru Furukawa    | 10 de abril de 1954     |
| 2:35.2  | Mamoru Tanaka      | 17 de setembro de 1954  |
| 2:33.7  | Masaru Furukawa    | 5 de agosto de 1955     |
| 2:31.0  | Masaru Furukawa    | 1 de outubro de 1955    |
| 2:36.5  | Terry Gathercole   | 28 de junho de 1958     |
| 2:33.6  | Chet Jastremski    | 28 de julho de 1961     |
| 2:29.6  | Chet Jastremski    | 19 de agosto de 1961    |
| 2:28.2  | Chet Jastremski    | 30 de agosto de 1964    |
| 2:27.8  | Ian O'Brien        | 15 de outubro de 1964   |
| 2:27.4  | Vladimir Kosinsky  | 3 de abril de 1968      |
| 2:26.5  | Nikolai Pankin     | 22 de março de 1969     |
| 2:25.4  | Nikolai Pankin     | 19 de abril de 1969     |
| 2:23.5  | Brian Job          | 22 de agosto de 1970    |
| 2:22.79 | John Hencken       | 5 de agosto de 1972     |
| 2:21.55 | John Hencken       | 2 de setembro de 1972   |
| 2:20.52 | John Hencken       | 24 de agosto de 1973    |
| 2:19.28 | David Wilkie       | 6 de setembro de 1973   |
| 2:18.93 | John Hencken       | 24 de agosto de 1974    |
| 2:18.21 | John Hencken       | 1 de setembro de 1974   |
| 2:15.11 | David Wilkie       | 24 de julho de 1976     |
| 2:14.77 | Victor Davis       | 5 de agosto de 1982     |
| 2:14.58 | Victor Davis       | 17 de junho de 1984     |
| 2:13.34 | Victor Davis       | 2 de agosto de 1984     |
| 2:12.90 | Mike Barrowman     | 4 de agosto de 1989     |
| 2:12.90 | Nick Gillingham    | 19 de agosto de 1989    |
| 2:12.89 | Mike Barrowman     | 20 de agosto de 1989    |
| 2:11.53 | Mike Barrowman     | 20 de julho de 1990     |
| 2:11.23 | Mike Barrowman     | 11 de janeiro de 1991   |
| 2:10.60 | Mike Barrowman     | 13 de agosto de 1991    |
| 2:10.16 | Mike Barrowman     | 29 de julho de 1992     |
| 2:09.97 | Kosuke Kitajima    | 2 de outubro de 2002    |
| 2:09.52 | Dimitri Komornikov | 15 de junho de 2003     |
| 2:09.42 | Kosuke Kitajima    | 24 de julho de 2003     |
| 2:09.04 | Brendan Hansen     | 11 de julho de 2004     |
| 2:08.74 | Brendan Hansen     | 5 de agosto de 2006     |
| 2:08.50 | Brendan Hansen     | 21 de agosto de 2006    |
| 2:07.51 | Kosuke Kitajima    | 8 de junho de 2008      |
| 2:07.31 | Christian Sprenger | 30 de julho de 2009     |
| 2:07.28 | Dániel Gyurta      | 1 de agosto de 2012     |
| 2:07.01 | Akihiro Yamaguchi  | 15 de setembro de 2012  |
| 2:06.67 | Ippei Watanabe     | 29 de janeiro de 2017   |

### Piscina curta (25 m)
| TEMPO   | NADADOR            | DATA                   |
| ------- | ------------------ | ---------------------- |
| 2:07.93 | Nick Gillingham    | 20 de outubro de 1991  |
| 2:07.80 | Phil Rogers        | 28 de agosto de 1993   |
| 2:07.79 | Andrey Korneyev    | 28 de março de 1998    |
| 2:07.59 | Roman Sludnov      | 19 de março de 2000    |
| 2:06.40 | Ed Moses           | 25 de março de 2000    |
| 2:04.37 | Ed Moses           | 18 de janeiro de 2002  |
| 2:03.28 | Ed Moses           | 22 de janeiro de 2002  |
| 2:03.17 | Ed Moses           | 26 de janeiro de 2002  |
| 2:02.92 | Ed Moses           | 17 de janeiro de 2004  |
| 2:01.98 | Christian Sprenger | 10 de agosto de 2009   |
| 2:00.67 | Dániel Gyurta      | 13 de dezembro de 2009 |
| 2:00.48 | Dániel Gyurta      | 31 de agosto de 2014   |
| 2:00.44 | Marco Koch         | 20 de novembro de 2016 |

## Recordes mundiais femininos

### Piscina longa (50 m)
| TEMPO   | NADADORA                 | DATA                   |
| ------- | ------------------------ | ---------------------- |
| 3:38.2  | E. Van Den Bogaert       | 7 de agosto de 1921    |
| 3:34.6  | E. Van Den Bogaert       | 6 de maio de 1922      |
| 3:31.4  | E. Van Den Bogaert       | 4 de outubro de 1922   |
| 3:20.4  | Irene Gilbert            | 18 de junho de 1923    |
| 3:20.2  | Erna Murray              | 5 de abril de 1925     |
| 3:19.1  | Brita Hazelius           | 11 de agosto de 1926   |
| 3:18.4  | Marie Baron              | 24 de outubro de 1926  |
| 3:16.6  | Else Jacobsen            | 20 de agosto de 1927   |
| 3:15.8  | Lotte Mühe               | 15 de abril de 1928    |
| 3:11.2  | Marie Baron              | 22 de abril de 1928    |
| 3:11.2  | Lotte Mühe               | 15 de julho de 1928    |
| 3:10.6  | Margery Hinton           | 20 de julho de 1931    |
| 3:08.4  | Clare Dennis             | 18 de janeiro de 1932  |
| 3:08.2  | Lisa Rocke               | 21 de abril de 1932    |
| 3:03.4  | Else Jacobsen            | 11 de maio de 1932     |
| 3:00.4  | Hideko Maehata           | 30 de setembro de 1933 |
| 3:00.2  | Jopie Waalberg           | 11 de maio de 1937     |
| 2:58.0  | Jopie Waalberg           | 27 de junho de 1937    |
| 2:56.9  | Jopie Waalberg           | 2 de outubro de 1937   |
| 2:56.0  | Maria Lenk               | 8 de novembro de 1939  |
| 2:55.5  | Anni Kapell              | 19 de março de 1941    |
| 2:52.6  | Nel van Vliet            | 17 de agosto de 1946   |
| 2:51.9  | Nel van Vliet            | 29 de março de 1947    |
| 2:49.2  | Nel van Vliet            | 20 de julho de 1947    |
| 2:48.8  | Éva Novák                | 21 de outubro de 1950  |
| 2:48.5  | Éva Novák                | 5 de maio de 1951      |
| 2:46.4  | Ada den Haan             | 13 de novembro de 1956 |
| 2:52.6  | Ada den Haan             | 18 de maio de 1957     |
| 2:51.9  | Ada den Haan             | 3 de agosto de 1957    |
| 2:51.3  | Ada den Haan             | 4 de agosto de 1957    |
| 2:50.3  | Anita Lonsbrough         | 25 de julho de 1959    |
| 2:50.2  | Wiltrud Urselmann        | 6 de junho de 1966     |
| 2:49.5  | Anita Lonsbrough         | 27 de agosto de 1960   |
| 2:48.9  | Karin Breyer             | 5 de agosto de 1961    |
| 2:47.7  | Galina Prozumenshchikova | 11 de abril de 1966    |
| 2:45.4  | Galina Prozumenshchikova | 17 de maio de 1964     |
| 2:45.3  | Galina Prozumenshchikova | 12 de setembro de 1965 |
| 2:40.8  | Galina Prozumenshchikova | 22 de agosto de 1966   |
| 2:40.5  | Catie Ball               | 9 de julho de 1968     |
| 2:39.5  | Catie Ball               | 20 de agosto de 1967   |
| 2:38.5  | Catie Ball               | 26 de agosto de 1968   |
| 2:38.32 | Julia Bogdanova          | 7 de abril de 1971     |
| 2:37.89 | Anne-Katrin Schott       | 6 de julho de 1974     |
| 2:37.44 | Karla Linke              | 19 de agosto de 1974   |
| 2:34.99 | Karla Linke              | 19 de agosto de 1974   |
| 2:33.35 | Marina Koshevaia         | 21 de julho de 1976    |
| 2:33.11 | Lina Kačiušytė           | 24 de agosto de 1978   |
| 2:31.42 | Lina Kačiušytė           | 24 de agosto de 1978   |
| 2:31.09 | Svetlana Varganova       | 30 de março de 1979    |
| 2:28.36 | Lina Kačiušytė           | 6 de abril de 1979     |
| 2:28.33 | Silke Hörner             | 5 de junho de 1985     |
| 2:28.20 | Sylvia Gerasch           | 1 de março de 1986     |
| 2:27.40 | Silke Hörner             | 18 de agosto de 1986   |
| 2:27.27 | Allison Higson           | 28 de maio de 1988     |
| 2:26.71 | Silke Hörner             | 21 de setembro de 1988 |
| 2:25.92 | Anita Nall               | 2 de março de 1992     |
| 2:25.35 | Anita Nall               | 2 de março de 1992     |
| 2:24.76 | Rebecca Brown            | 15 de março de 1994    |
| 2:24.69 | Penelope Heyns           | 17 de julho de 1999    |
| 2:24.51 | Penelope Heyns           | 17 de julho de 1999    |
| 2:24.42 | Penelope Heyns           | 26 de agosto de 1999   |
| 2:23.64 | Penelope Heyns           | 27 de agosto de 1999   |
| 2:22.99 | Qi Hui                   | 13 de abril de 2001    |
| 2:22.99 | Amanda Beard             | 25 de julho de 2003    |
| 2:22.96 | Leisel Jones             | 10 de julho de 2004    |
| 2:22.44 | Amanda Beard             | 12 de julho de 2004    |
| 2:21.72 | Leisel Jones             | 29 de julho de 2005    |
| 2:20.54 | Leisel Jones             | 1 de fevereiro de 2006 |
| 2:20.22 | Rebecca Soni             | 15 de agosto de 2008   |
| 2:20.12 | Annamay Pierse           | 30 de julho de 2009    |
| 2:20.00 | Rebecca Soni             | 1 de agosto de 2012    |
| 2:19.59 | Rebecca Soni             | 2 de agosto de 2012    |
| 2:19.11 | Rikke Møller Pedersen    | 1 de agosto de 2013    |

### Piscina curta (25 m)
| TEMPO   | NADADORA       | DATA                   |
| ------- | -------------- | ---------------------- |
| 2:22.89 | Dai Guohong    | 3 de dezembro de 1993  |
| 2:21.99 | Dai Guohong    | 3 de dezembro de 1993  |
| 2:20.85 | Samantha Riley | 1 de dezembro de 1995  |
| 2:20.22 | Masami Tanaka  | 2 de abril de 1999     |
| 2:19.25 | Qi Hui         | 28 de janeiro de 2001  |
| 2:18.86 | Qi Hui         | 2 de dezembro de 2002  |
| 2:17.75 | Leisel Jones   | 29 de novembro de 2003 |
| 2:17.50 | Annamay Pierse | 14 de março de 2009    |
| 2:16.83 | Annamay Pierse | 7 de agosto de 2009    |
| 2:15.42 | Leisel Jones   | 15 de novembro de 2009 |
| 2:14.57 | Rebecca Soni   | 18 de dezembro de 2009 |
| 2:14.39 | Yuliya Efimova | 14 de dezembro de 2013 |